# Ридерз дайджест
Ридерз дайджест (англ. Readerʼs Digest) — американский журнал для семейного чтения, выходит ежемесячно (за исключением 2010—2012, когда американское издание публиковалось десять раз в год).
Имеет свою штаб-квартиру в Нью-Йорке.
По рыночным исследованиям, на журнал подписано больше американцев с доходом выше 100 000 $, чем на The Wall Street Journal, Businessweek и Inc., вместе взятые.
Издания Ридерз Дайджест читают более 70 миллионов человек в мире, имеется 49 изданий на 21 языке. Он имеет огромный тираж 10 500 000, что делает его крупнейшим платным журналом в мире. 

## Формат
Журнал публикуется на шрифте Брайля, в цифровом формате, в формате аудио и в большом формате, который называется Reader’s Digest Large Print. Он компактный, примерно наполовину меньше размера большинства американских журналов. Таким образом, летом 2005 года американское издание выходило под лозунгом «Америка в кармане» (America in your pocket). В январе 2008 года он был изменён на «Жизнь хорошо поделена» (Life well shared).
Формат журнала на протяжении нескольких десятилетий состоял из 30 статей в выпуске (по одному на каждый день) с разделами «Шутки», «Путешествия», «Юмор в униформе», «Жизнь США», и др. В конце — большая статья. Каждая статья подкреплена простой иллюстрацией.
В последние годы формат изменился, прибавилось красочной графики и коротких сообщений.

## История
Журнал был основан в 1922 году Дэвидом Уоллесом и Лилой Бэллой Уоллес. В то время как Дэвид выздоравливал от осколочных ранений, полученных в Первой мировой войне, Лиле Уоллес пришла в голову идея собрать выборку из любимых статей из разных ежемесячных журналов и объединить их в одном журнале. С момента своего создания Ридерз Дайджест сохранил консервативные и антикоммунистические взгляды на политические и социальные вопросы.
Первый номер журнала «Reader’s Digest» появился в США в феврале 1922 года. Первоначально создатели надеялись, что журнал может приносить $5000 чистой прибыли, однако уже к 1929 году доход от продаж журнала превысил $900 000.
В 1935 году тираж журнала достиг одного миллиона экземпляров.
С 1938 года журнал начал издаваться в Великобритании и этот момент считается началом его становления как международного издания.
В начале 1940-х годов появились издания в Латинской Америке и Швеции. После окончания Второй мировой войны «Ридерз дайджест» начал издаваться в Австралии, Бельгии, Канаде, Дании, Финляндии, Франции, Германии, Италии, Норвегии, Южной Африке, Швейцарии.
К 40-летию Ридерз Дайджест журнал имел 40 международных изданий, на 13 языках и шрифтом Брайля, и это был самый тиражированный журнал в Канаде, Мексике, Испании, Швеции, Перу и других странах, с общим международным оборотом 23 млн экземпляров.
Первая колонка «Word Power» журнала была опубликована в январском издании 1945 года и была написана Уилфредом Дж. Фанком. В декабре 1952 года журнал опубликовал серию статей «Рак из-за коробки», которые связывают курение с раком легких.
В 1990 году компания-учредитель журнала, The Reader’s Digest Association, Inc. (RDA), стала публичной корпорацией. С 2005 по 2010 год RDA сообщало о чистых убытках каждый год.
В 2006 году журнал был опубликован в Словении, Хорватии и Румынии. В октябре 2007 года Дайджест появился в Сербии. В Китайской Народной Республике журнал начал выходить в 2008 году.
В марте 2007 года Ripplewood Holdings LLC возглавил консорциум частных инвесторов, которые приобрели компанию путем выкупа за счёт заемных средств за 2,8 млрд долларов США, финансируемого в основном за счет выпуска долговых обязательств на сумму 2,2 млрд долларов США. Ripplewood инвестировала 275 миллионов долларов своих собственных денег и имела партнеров, включая Rothschild Bank of Zürich и GoldenTree Asset Management в Нью-Йорке. Сделка с частным капиталом утроила процентные платежи ассоциации до 148 миллионов долларов в год.
24 августа 2009 года RDA объявило о том, что подало в суд по делу о банкротстве с целью продолжения операций и реструктуризации долга в размере 2,2 миллиарда долларов США, взятого в результате сделки по выкупу заемных средств. Компания вышла из состояния банкротства после обмена долга на акции, и все инвестиции в Ripplewood были погашены.
В апреле 2010 года британское отделение было продано его руководству. У неё есть лицензионное соглашение с американской компанией о продолжении публикации британского издания. В 2010 году американское издание журнала уменьшило свой тираж до 5,5 миллиона экземпляров и усовершенствовало цифровые предложения.
17 февраля 2013 года RDA Holding во второй раз объявил о банкротстве. Компания была куплена за £ 1 Майком Лаквеллом, который когда-то был крупнейшим акционером WPP plc.

## В России
Первый номер русского издания журнала вышел в августе 1991 года.
Подписной тираж в России в 2011 году составил 411 000 экземпляров.
В России Ридерз Дайджест проводил агрессивную маркетинговую политику путем массовой рассылки писем с сообщениями о выигрыше и необходимости подписки на бумажную продукцию издательства.. Также имеет место случай рассылки книг «в подарок» и последующее требование об оплате.

## В мире
Хотя Ридерз Дайджест был основан в США, его международные издания сделали журнал самым продаваемым в мире. По всему миру тираж журнала достиг 17 миллионов экземпляров и 70 миллионов читателей.
Ридерз Дайджест в настоящее время издается в 49 изданиях и на 21 языке, доступен более чем в 70 странах. Его международные издания составляют около 50 % от общего объёма торговли журнала.
За 90 лет компания опубликовала издания на различных языках в разных странах, для различных регионов. Как правило, эти издания вначале также переводили американскую версию журнала, но со временем многие неамериканских издания стали уникальными, обеспечивая актуальный материал для местных читателей.
Список стран, в которых выходит журнал:
- 1938 — Великобритания
- 1940 — Латинская Америка
- 1942 — Бразилия
- 1943 — Швеция
- 1943 — Египет
- 1945 — Финляндия[24]
- 1946 — Австралия, Дания, Япония
- 1947 — Бельгия, Франция, Норвегия
- 1948 — Канада, Германия, Италия, Южная Африка, Швейцария
- 1950 — Аргентина, Новая Зеландия
- 1952 — Австрия, Испания
- 1954 — Индия и Пакистан
- 1957 — Нидерланды
- 1965 — Республика Китай. В 1981 году в Ланьчжоу провинции Ганьсу выходил журнал под первоначальным названием 《读者文摘》(Дучжэ вэньчжай, Readerʼs Digest), в 1993 году переименованный в «Дучжэ».
- 1968 — Бельгия
- 1971 — испанский язык в Соединённых Штатах (на испанском языке), Португалия
- 1978 — Южная Корея
- 1991 — Венгрия, Россия
- 1993 — Чехия
- 1995 — Польша
- 1996 — Таиланд (издание прекращено в 2014 году)
- 1997 — Словакия
- 2004 — Индонезия
- 2005 — Румыния, Словения, Хорватия, Болгария
- 2007 — Босния и Герцеговина, Сербия, Украина
- 2008 — Китайская Народная Республика (издание прекращено в 2012 году)

## Европеец года
Начиная с 1996 года журнал присваивает звание «Европеец года».
За это время его удостоились 16 жителей Европы:
- 1996 — Имре Козма (Венгрия).
- 1997 — Фредерик Хауге (Норвегия).
- 1998 — Пит Госс (Англия).
- 1999 — Инге Генефке (Дания).
- 2000 — Пауль ван Бейтенен (Голландия).
- 2001 — Линус Торвальдс (Финляндия).
- 2002 — Ева Жоли (Франция).
- 2003 — Шимон Панек (Чехия).
- 2004 — Питер Айген (Германия).
- 2005 — Леонид Рошаль (Россия).
- 2006 — Айан Хирши Али (Голландия).
- 2007 — Руди Люти (Швейцария).
- 2008 — Мария Новак (Франция).
- 2009 — Йоахим Франц (Германия).
- 2010 — Яна Матей (Румыния).
- 2011 — Моника Хаузер (Германия).
- 2012 — Изабел Жонет (Португалия).
- 2013 — Агнешка Ромашевска (Польша).

## Главные редакторы
- Лила Белл Уоллес и Дэвид Уоллес (1922—1964)
- Хобарт Д. Льюис (1964—1976)
- Эдвард Т. Томпсон (1976—1984)
- Кеннет О. Гилмор (1984—1990)
- Кеннет Томлинсон (1990—1996)
- Кристофер Уилкокс (1996—2000)
- Эрик Шриер (2000—2001)
- Жаклин Лео (2001—2007)
- Пегги Нортроп (2007—2011)
- Лиз Вакариелло (2011—2016)
- Брюс Келли (с 2016 года по настоящее время)